# Nyceryx alophus
Nyceryx alophus là một loài bướm đêm thuộc họ Sphingidae. Loài này có ở Brasil tới Bolivia, Argentina, Paraguay và Uruguay.
Sải cánh khoảng 54 mm. Nó gần giống loài Nyceryx continua continua.
Cá thể trưởng thành có lẽ mọc cánh quanh năm.

## Phân loài
- Nyceryx alophus alophus (Brazil đến Bolivia, Argentina, Paraguay và Uruguay)
- Nyceryx alophus ixion Rothschild & Jordan, 1903 (Bolivia và Paraguay)